# 제주감귤연합회
제주감귤연합회는 회원간 상호협력을 바탕으로 감귤의 자율적 수급조절 및 시장교섭력 강화하여 생산 농업인의 소득 증대와 감귤산업의 발전 도모 목적으로 2008년 12월 19일 설립된 대한민국 농림수산식품부 소관의 사단법인이다. 사무실은 제주특별자치도 제주시 서사로 56, 농협중앙회 제주지역본부 감귤팀 내에 있다.

## 주요 사업
- 감귤산업 발전계획 수립 및 수급에 관한 사항 협의 결정
- 유통협약 및 유통명령 제안 추진
- 국내외 시장 개척 미 판매 촉진 홍보사업
- 회원을 위한 연구조사 및 교육 사업
- 자조금 사업 및 출하정보 수집 관리 제공
- 감귤산업발전을 위한 정책건의 등 농정활동